# Elisabeta a Ungariei (1236–1271)

Stema dinastiei Arpadiene

Elisabeta a Ungariei (n. 1236, Regatul Ungariei – d. 24 octombrie 1271, Landshut, Bavaria, Germania), aparținând dinastiei Arpadiene, a fost soția lui Henric al XIII-lea de Wittelsbach, duce al Bavariei și conte al Palatinatului.

## Biografie
Elisabeta a Ungariei a fost cea de-a șasea fiică a regelui maghiar Béla al IV-lea și a soției sale, Maria Lascarina. Locul exact al nașterii ei nu este cunoscut. Părinții i-au dat numele în onoarea mătușii ei, Sfânta Elisabeta de Turingia, care fusese canonizată în 1235 de papa Grigore al IX-lea. În casa părintească Elisabeta a trăit experiența invaziilor mongole și înfrângerea armatei maghiare în Bătălia de la Muhi din 1241. După pierderea acestei bătălii familia ei s-a refugiat în orașul Trogir.
În 1244 Elisabeta s-a căsătorit cu ducele Henric al XIII-lea din Casa de Wittelsbach, care a fondat o nouă linie a dinastiei: Linia Wittelsbach-Bavaria Inferioară. Urmașii lor au fost:
- Agnes (n. 1254 – d. 1315),[5] călugăriță în Mănăstirea Seligenthal;
- Elisabeta (n. 1258 – d. 1314), călugăriță în Mănăstirea Seligenthal;
- Otto (n. 1261 – d. 1312), căsătorit în 1279 la Viena cu Caterina de Habsburg (n.c. 1256 – d. 1282), fiica regelui Rudolf I;
- Henric (n. 1262 – d. 1280);
- Sofia (n. 1264 – d. 1284), căsătorită în 1277 în Landshut cu contele Poppo al VIII-lea de Henneberg (n. 1279 – d. 1291);
- Caterina (n. 1267 – d. 1310), căsătorită în 1277 cu Frederic Tuta (n. 1269 – d. 1291), margraf de Luzacia;
- Ludovic (n. 1269 – d. 1296), necăsătorit, a murit fără a avea copii;
- Ștefan (n. 1271 – d. 1310), căsătorit în 1297 cu Iudita de Schweidnitz (n.c. 1285 – d. 1320), fiica ducelui Bolko I.

Elisabeta a murit pe 25 octombrie 1271 în Landshut, câteva luni după nașterea ultimului copil și a fost îngropată în cripta familiei Wittelsbach din Mănăstirea Seligenthal din Landshut.
Odată cu moartea regelui Ungariei, Andrei al III-lea, Dinastia Arpadiană s-a stins. Fiul cel mare al Elisabetei, Otto al III-lea, a pretins tronul Ungariei în calitate de nepot al regelui Béla al IV-lea. Pe 6 decembrie 1305 el a fost încoronat rege al Ungariei cu coroana Sfântului Ștefan la Székesfehérvár (Stuhlweissenburg) sub numele de Béla al V-lea. Mulți nobili unguri nu l-au recunoscut ca rege deoarece actul încoronării nu fusese îndeplinit conform tradiției de Arhiepiscopul de Estergom.